# John Medeski

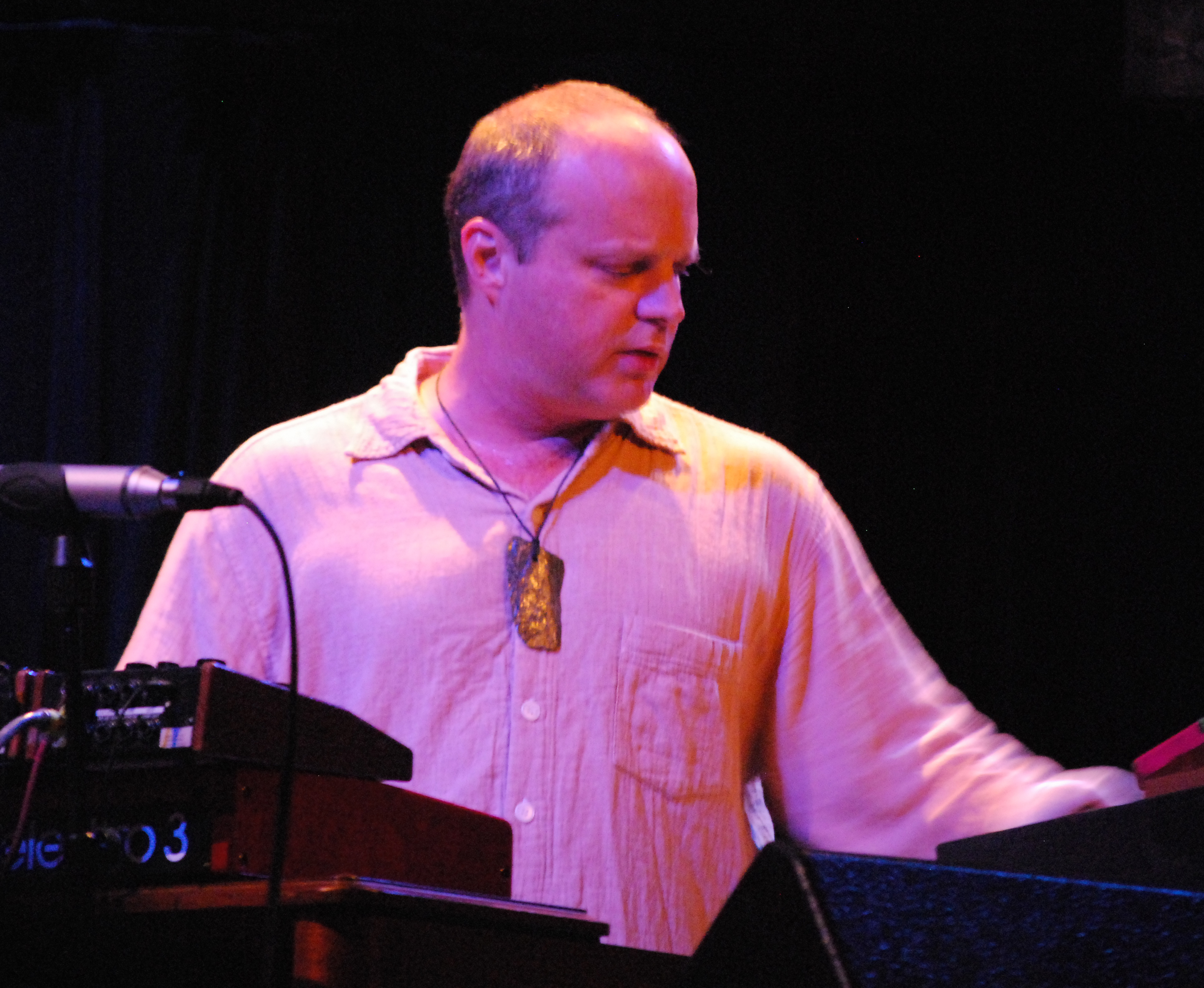
John Medeski bei einem Auftritt mit Medeski, Martin and Wood 2010

Anthony John Medeski (* 28. Juni 1965 in Louisville, Kentucky) ist ein US-amerikanischer Organist, Keyboarder und Komponist des Jazztrios Medeski, Martin & Wood.

## Werdegang
Medeski wird in Louisville, Kentucky, geboren und wächst in Fort Lauderdale, Florida auf. Nach Klavierstunden seit seinem fünften Lebensjahr (sein Vater war Pianist), in denen er Bach, Beethoven und Debussy kennenlernte, erlernte er ab 1978 bei Lee Shaw Jazzpiano-Techniken.
Nach Ausflügen in afrikanische Volksmusik und Engagements als Theatermusiker begann er bereits früh mit Musikern wie Mark Murphy (berühmt durch seinen Hit „Senor Blues“) und Jaco Pastorius zu spielen. Ab 1983 studierte er am New England Konservatorium in Boston, zeitweilig auch bei Dave Holland, George Russell und Joe Maneri. Zudem entdeckte Medeski die Hammond B-3, mit der er neben Dewey Redman, Billy Higgins, Bob Mintzer und Alan Dawson auch den Bostoner Blues-Sänger Mr. Jellybelly begleitete. Ende der 1980er Jahre war Medeski Mitglied des Either/Orchestra (The Half-Life of Desire).
1988 schloss Medeski sein Studium ab und spielte ab 1990, nach einem Umzug nach New York, im renommierten Jazzclub Village Gate mit unterschiedlichsten Bands. Nach einer Zusammenarbeit mit Bob Moses begleitete Medeski diesen auf einer Tour durch Israel, während der er den Bassisten Chris Wood kennenlernte. Ein Jahr später gründete er gemeinsam mit Billy Martin und Chris Wood das Trio Medeski, Martin & Wood.

## Wirken
Medeski spielt Klavier und Keyboards, vor allem auch B-3 Hammond, Melodica, Mellotron, Clavinet, Wurlitzer E-Piano, Moog Voyager Synthesizer, Yamaha CS-1 Synthesizer. Besonders bekannt wurde Medeski mit dem Trio Medeski, Martin & Wood. Diese seit 1991 bestehende Band wurde mit einem Funk/Jazz-Sound bekannt, der von eher bluesigen Strukturen bis zu Klangexperimenten reicht und der auch hinsichtlich der Arrangements auch Anleihen bei aktueller elektronischer Musik nimmt. 1994 begleitete Medeski John Zorns Masada Quartet gemeinsam mit Marc Ribot und Billy Martin.
Sein technisch brillantes wie stimmungsvolles Spiel bringt er sowohl in zugänglicheren groovigen Jazzfunk (so zum Beispiel in der Zusammenarbeit mit seinen Bandkollegen Martin & Wood auf dem John Scofield Album A Go Go aus dem Jahre 1997), als auch in eher experimentellere Musik ein, z. B. an der Seite von John Zorn (Electric Masada) oder David Fiuczynski (Lunar Crush). Er benutzt häufig verschiedene Effekte und Synthesizer, um besondere Sounds zu erzeugen.
Im Jahre 2000 arbeitete Medeski mit The Word zusammen, einer Southern-Rock-Band.
Seit 2006 spielt er Orgel in der Formation John Medeski & The Itch mit Eric Krasno (Soulive) und Adam Deitch. Mit Vernon Reid, Jack Bruce und Cindy Blackman ging er 2008 und 2011 auf Tournee, um Stücke von Tony Williams neu zu interpretieren; 2012 folgte mit dieser „Supergroup“ das Album Spectrum Road. Zu hören ist er auch auf John Luries Soundtrackalbum Painting with John (2024).

## Diskografie (Auswahl)
- David Fiuczynski & John Medeski: Lunar Crush, 1994
- André Jaume – John Medeski Team Games, 1996
- Marian McPartlands Piano Jazz Radio Broadcast With John Medeski, 2006
- Medeski, Scofield, Martin & Wood: Out Louder, 2006
- Billy Martin & John Medeski Mago, 2007
- Sex Mob Meets Medeski Live In Willisau 2006, 2009
- James Carter, John Medeski, Christian McBride, Adam Rogers, Joey Baron Heaven On Earth, 2009
- Spectrum Road, 2012
- A Different Time, 2013
- Matt Wilson Quartet + John Medeski Gathering Call, 2013
- DeJohnette, Grenadier, Medeski, Scofield: Hudson, 2017
- Ben Perowsky, John Medeski, Chris Speed: Upstream (2019)